# Mardż al-Achdar
Mardż al-Achdar (arab. مرج الأخضر) – wieś w Syrii, w muhafazie Al-Hasaka. W 2004 roku liczyła 237 mieszkańców.